# Битка на Медвеју (43)
Битка на Медвеју вођена је 43. године током римске инвазије на Британију између римске војске под Аулом Плауцијем са једне и бритских племена на челу са катувелаунским краљем Каратаком са друге стране. Завршена је победом Римљана.

## Битка
Римске снаге под Аулом Плауцијем − које су се састојале од 4 легије и 20.000 помоћних трупа − су се искрцале на источној обали данашњег Кента. На вест о инвазији је катувелаунски поглавица Каратак (према неким изворима и његов брат Тогодумно) окупио сва бритска племена вољна да се одупру освајачима. Након два мања окршаја која су завршила римском победом, одлучио се да се са војском повуче на запад и заузме положај на реци Медвеј. У међувремену су римски изасланици наговорили Добуне, једно од бритских племена на западу, да пређе на њихову страну.
Римски извори наводе да преко реке није било никаквих мостова, али да је Плауције успео прећи реку захваљујући посебно извежбаним помоћним трупама (за које Касије Дион тврди да су били Келти) које су једноставно препливале реку и изненада напали бритске бојне двоколице. У хаосу који је настао главнина римске војске је искористила прилику и прешла реку те са II Аугустовом легијом напала средиште бритске војске. Римљани су имали успеха, али не довољно да би натерали Брите у бег до ноћи. Следећи дан је Гнеј Хосидије Гета извео смели напад у коме је умало заробљен, али који је на крају сломио бритски отпор и натерао их у бег. Бритске снаге су се повукле на реку Темзу.
Битка је због своје дужине од два дана била нетипична за древно ратовање, па део историчара верује како су Римљани, настојећи изманеврисати непријатеља, поделили своју војску на две или више борбених група које су Брите нападале из више смерова.
Према Касију Диону, бритске снаге су имале тешке губитке, а међу погинулима је био и Тогодумно. Део историчара верује да је Тогодумно преживео или се чак борио на римској страни. Плауције је, пак, након битке обуставио даље напредовање затраживши од Клаудија појачања. Када их је добио, већина бритских поглавица северно од Темзе је, импресионирана бројношћу и снагом римске војске, једноставно прихватила римску власт без борбе.